# Vladimirs Buzajevs
Vladimirs Buzajevs (ros. Владимир Викторович Бузаев, Władimir Wiktorowicz Buzajew; ur. 8 października 1951 w mieście Żukowka w obwodzie briańskim) – łotewski dziennikarz i polityk rosyjskiego pochodzenia, radny Rygi, w latach 2002–2010 poseł na Sejm VIII i IX kadencji z listy ugrupowania O Prawa Człowieka w Zjednoczonej Łotwie. 

## Życiorys
W 1973 ukończył studia z dziedziny fizyki w Łotewskim Uniwersytecie Państwowym im. Pēterisa Stučki. W 1983 obronił dysertację kandydacką z dziedziny hydrogeologii. 
Pod koniec lat 80. zaangażował się w tworzenie tzw. Interfrontu sprzeciwiającego się niepodległości Łotwy od Związku Radzieckiego, pracował w organie tego ruchu pod nazwą "Jedinstwo" ("Jedność"). W latach 1989–1994 sprawował mandat radnego Miejskiej Rady Deputowanych Ludowych w Rydze. Po odzyskaniu przez Łotwę niepodległości działał na rzecz społeczności rosyjskojęzycznych: od 1994 do 2001 był współprzewodniczącym Łotewskiego Komitetu Praw Człowieka tworzonego przez osoby czujące się pokrzywdzonymi działaniami państwa łotewskiego. Pełnił funkcję przewodniczącego partii "Równouprawnienie" (2001–2007), która weszła w skład ruchu O Prawa Człowieka w Zjednoczonej Łotwie (PCTVL), był także asystentem posła PCTVL na Sejm (1998–2001). Po uzyskaniu naturalizacji w 2000 objął mandat radziecki w Rydze (w kadencji 2001–2005). W latach 2002–2010 wykonywał mandat posła na Sejm VIII i IX kadencji z listy PCTVL. W wyborach w 2010 ubiegał się o reelekcję, jednak lista PCTVL nie uzyskała prawa do przedstawicielstwa w Sejmie. 
Obecnie jest członkiem zarządu PCTVL. Publikuje broszury i publikacje naukowe na temat sytuacji rosyjskojęzycznych (np. "Niegrażdanie Łatwii", 2007; "Mūsdienu Eiropas etnokrātija: nacionālo minoritāšu tiesību pārkāpšana Igaunijā un Latvijā"). 
Jest żonaty.